# Umberto Panerai
Umberto Panerai, né le 13 mars 1953 à Florence, est un poloïste international italien qui évolue au poste de gardien de but. Il remporte la médaille d'argent lors des Jeux olympiques d'été de 1976 à Montréal avec l'équipe d'Italie et participe à deux autres éditions des Jeux en 1980 et en 1984.

## Palmarès

### En club
- Rari Nantes Florentia
  - Championnat d'Italie :
    - Vainqueur : 1976 et 1980.

  - Coupe d'Italie :
    - Vainqueur : 1976.

### En sélection
- Italie
  - Jeux olympiques :
    - Médaille d'argent : 1976.